# William Trenckmann
William Andreas Trenckmann (* 23. August 1859 in Millheim, Austin County; † 22. März 1935 in Austin) war ein US-amerikanischer Verleger und demokratischer Abgeordneter im Repräsentantenhaus von Texas.

## Leben
Trenckmann, Sohn der deutschen Einwanderer Andreas Friedrich Trenckmann und Johanna Trenckmann, geborene Jokusch, besuchte die Schule in Millheim. Dort war Ernst G. Mätze sein Lehrer. Von 1876 bis 1879 studierte Trenckmann an der Texas A&M University. Anschließend unterrichtete er selbst als Lehrer in Frelsburg, Shelby und wurde dann Leiter der Bellville School. Am 20. April 1886 heiratete er Mathilde Miller.
Von 1891 bis zu ihrem Verkauf im Jahre 1933 gab er die deutschsprachige Wochenzeitung Das Wochenblatt heraus, für die er bis zu seinem Tod auch selber Artikel schrieb. Die Zeitung war in erster Linie zur Information und Unterrichtung der deutschsprachigen Bevölkerung von Texas vorgesehen und sie genoss in ihrem Leserkreis einen guten Ruf. Zunächst erschien die Zeitung in Bellville, nach Trenckmanns Umzug in Austin. Trenckmann galt als aufrechter Demokrat, Sonntagsarbeit, die Aktivitäten des Ku-Klux-Klans und später der Nationalsozialisten unter Adolf Hitler lehnte er ab. Dies trug ihm zum Eintritt der Vereinigten Staaten in den Ersten Weltkrieg die Genehmigung Nr. 1 durch den United States Postmaster General Albert Sidney Burleson ein, die seine Zeitung von der obligatorischen Zensur von Nachrichten vom Kriegsschauplatz in deutschsprachigen Publikationen freistellte.
Bereits 1899 hatte Trenckmann die erste geographische und historische Übersicht zum Austin County veröffentlicht. 1903 erschien sein Theaterstück Der Schulmeister von Neu-Rostock. 1907 veröffentlichte er mit Die Lateiner am Possum Creek eine Erzählung, die sich mit den zahlreichen Problemen der deutschsprachigen texanischen Bevölkerung befasste, die während des Amerikanischen Bürgerkrieges die Unionsstaaten unterstützten. Seine Memoiren erschienen unter dem Titel Erlebtes und Beobachtetes (1931/1933).
In der 30. und in der 31. Wahlperiode war Trenckmann von 1907 bis 1910 demokratischer Abgeordneter für den Wahlbezirk 49 im Repräsentantenhaus von Texas. Dieserhalb war er zusammen mit seiner Frau und vier Kindern von Bellville nach Austin umgezogen. Er gehörte der Leitung der Texas A&M University an, die ihm angetragene Aufgabe als Präsident der Universität lehnte er jedoch ab. Darüber hinaus war er auch Vorsitzender des Board of Directors des Blind Institute, der Blindenschule.